# 라이자의 아틀리에 3 ~종극의 연금술사와 비밀의 열쇠~
라이자의 아틀리에 3 ~종극의 연금술사와 비밀의 열쇠~(ライザのアトリエ３ ～終わりの錬金術士と秘密の鍵～)는 거스트에서 개발한 롤플레잉 비디오 게임이다. 이 게임은 아틀리에 시리즈의 24번째 주요 작품이자 시크릿 스토리라인의 세 번째이자 마지막 게임으로, 이전 두 작품의 주인공과 동일한 주인공을 특징으로 하며 프랜차이즈 25주년을 기념한다.
이 게임은 2023년 3월 23일 일본에서 플레이스테이션 4, 플레이스테이션 5, 닌텐도 스위치로 출시되었으며, 영어 자막 버전은 2023년 3월 24일 유럽 및 북미에서 모든 세 지역의 마이크로소프트 윈도우 버전과 함께 출시되었다.

## 게임플레이
라이자의 아틀리에 3는 이전 작품들과 동일한 게임플레이를 따른다. 플레이어는 맵을 돌아다니며 환경에서 재료를 수집하고 라이자가 연금술로 아이템을 합성하는 데 사용할 수 있는 쓰러진 몬스터를 수집하여 파티의 장비를 개선하고 임무를 완수하며, 전투 시스템은 턴제 RPG와 실시간 RPG의 요소를 모두 통합한다. 새로운 독점적인 개념은 게임을 통해 얻을 수 있는 마법 키의 도입이다. 이 키는 합성 및 전투에서 새로운 옵션을 잠금 해제하고 탐험을 위한 새로운 지역에 접근하는 데 사용될 수 있다. 시리즈 최초로, 환경은 모든 전환 시 로드해야 하는 작은 지역 대신 상호 연결된 지역으로 이루어진 단일 맵으로 구성된다.

## 줄거리

### 등장인물
파티는 11명의 캐릭터로 구성되어 있다. 주인공 라이잘린 "라이자" 슈타우트(노구치 유리) 외에, 첫 두 게임에서 돌아온 플레이어블 캐릭터로는 라이자의 절친한 친구 타오 몽가르텐(테라시마 준타), 렌트 마스링크(테라시마 타쿠마), 클라우디아 발렌츠(오와다 히토미), 라이자의 연금술 스승 엠펠 폴머(노지마 히로후미), 엠펠의 파트너 릴라 디사이러스(테루이 하루카), 타오의 제자 파트리시아 아벨하임(오조라 나오미)이 있다. 라이자의 또 다른 친구이자 두 게임에서 조연이었던 보스 브룬넨(아자카미 요헤이)도 이제 플레이어블 캐릭터로 돌아왔으며, 세 명의 새로운 플레이어블 캐릭터, 장인 페데리카 람베르티(모로호시 스미레), 젊은 전사 다이안 파렐(미노 유다이), 오렌 종족의 전설적인 전사 칼라 아이디아스(요미야 히나)도 합류했다.

### 이야기
수도 여행 1년 후, 라이잘린 "라이자" 슈타우트는 휴가 중이던 친구 타오 몽가르텐과 보스 브룬넨의 도움을 받아 미지의 몬스터로부터 마을 사람들을 구한다. 몬스터들은 최근에 나타난 이상한 섬들, 즉 "칼크 섬"이라고 알려진 곳에서 온 것인데, 이 섬들은 쿠르켄 섬을 안정시키는 장치에도 영향을 미치고 있다. 부상자들을 치료할 약을 준비하던 중, 라이자는 머리 속에서 이전에 본 적 없는 키를 합성하라고 지시하는 목소리를 듣는다. 도움 요청에 응한 친구 클라우디아 발렌츠와 렌트 마스링크와 재회한 라이자는 칼크 섬을 탐험하며 이상한 문을 발견하고, 목소리가 다시 그녀에게 "우주의 코드"에 도달하기 위해 문을 여는 방법을 찾으라고 지시한다. 섬과 키에 대해 더 조사하기 위해 라이자, 타오, 보스, 렌트, 클라우디아는 사르도니카 장인 조합의 부조장인 페데리카 람베르티와 함께 클레리아스 지역을 여행한다. 지역 길드 간의 분쟁을 해결한 후, 라이자는 새로운 키를 만들고 이를 시험하기 위해 칼크 섬으로 돌아가고, 파티에 합류한 페데리카도 동행한다.
라이자는 문을 열고 용에 대한 기록이 있는 봉인된 방으로 들어간다. 스승 엠펠 볼머와 릴라 디사이러스가 용 관련 전설을 연구 중이라는 것을 알고, 파티는 그들을 찾아 네메드 지역으로 향하고, 그곳에서 파우르 마을의 현지 전사 다이안 파렐을 만나 엠펠과 릴라가 금지된 지역을 헤매다 투옥되었음을 알게 된다. 또한, 왕립 학원 입학 시험에 합격했음을 타오에게 알리기 위해 타오를 찾고 있던 타오의 제자 파트리시아 아벨하임과도 재회한다. 지역 유적을 조사하면서 라이자는 마을 경제를 개선할 특별한 레시피를 개발하고, 이를 사용하여 족장을 설득하여 두 사람을 석방시킨다. 유적 안에서 재회한 파티는 지하 세계로 통하는 문을 발견하고, 그곳에서 칼라 아이디아스가 이끄는 오렌 부족을 만난다. 칼라는 고대 용들이 힘을 사용하여 두 세계를 오갈 때 문이 생성되며, 엠펠과 릴라의 모든 문을 닫으려는 탐색은 불가능하다고 밝힌다. 칼라는 또한 우주의 코드가 "신들의 시대"의 연금술사들이 거주하는 차원 간 도시이며, 그들은 연구를 위해 다른 세계를 침략하고 지하 세계를 황폐화시키는 필루샤 침입의 원흉이라고 밝힌다. 칼라와 동행한 파티는 우주의 코드에 대한 더 많은 단서를 찾기 위해 다시 세계를 여행하고 지하 세계로 돌아가서 킬로와 피와 재회한다. 이 자리에서 보스는 킬로에게 사랑을 고백하고 청혼한다.
연구를 마친 라이자는 다시 문을 열고 파티를 코드로 이끈다. 그곳에서 그들은 주민들이 다른 세계로 도피하여 도시가 버려진 것을 발견하지만, 도시를 감독하는 기계는 여전히 작동하여 재능 있는 연금술사들을 유인하여 흡수하고 지식을 얻으려 한다. 파티는 기계를 파괴하고 라이자는 자신의 키를 사용하여 우주의 코드를 영원히 폐쇄하며, 그 과정에서 칼크 섬을 파괴한다. 쿠르켄 섬으로 돌아온 라이자는 섬을 떠받치는 기계 아래에 흐르는 용맥을 활용하여 더 이상 전력이 부족하지 않도록 하고 파티는 해산하며 각자 다른 길을 간다. 페데리카는 사르도니카로 돌아가 조합장이 되고, 칼라는 지하 세계를 재건하는 것을 돕기 위해 돌아간다. 엠펠과 릴라는 이번에는 그들이 닫았던 문들이 우주의 코드 파괴로 인해 어떤 영향을 받았는지 확인하기 위한 새로운 탐색을 시작한다. 렌트는 다시 떠돌이 기사로 여행하며 이번에는 다이안과 동행한다. 타오는 왕립 학원에서 연구원이 되어 파트리시아와 함께 수도에 살기로 결정한다. 보스는 가업을 잇기 위한 준비를 계속하고, 클라우디아는 상인으로서의 일을 재개하며 라이자는 견습생을 찾기 위한 새로운 여행을 홀로 시작한다.

## 평가
출시 후, 라이자의 아틀리에 3는 모든 플랫폼에서 리뷰 애그리게이터 메타크리틱에 따르면 "대체로 호의적인" 평가를 받았다.
PJ 오라일리는 닌텐도 라이프에 기고한 글에서 이 게임이 아틀리에 시리즈 중 지금까지 최고라고 썼다. "작은 텍스트 문제, 영어 더빙 부재, 정보 전달 방식의 약간의 번거로움에도 불구하고", "라이자의 아틀리에 3: 종극의 연금술사와 비밀의 열쇠는 라이자의 세 게임 여정을 높은 평가로 마무리하며, 탐험, 제작, 전투가 어우러진 혼합을 제공하며, 서사적 아크가 발전하고 성장할 시간을 가졌다는 점에서 크게 이점을 얻는다."
장-카를로 레무스는 애니메 뉴스 네트워크에 기고하여 B+를 주며 설명했다. "이는 전체적인 메커니즘에 대한 나의 순수 분석적인 점수이다. 전투는 까다롭고, 새로운 레시피를 얻는 것은 약간의 노가다이며, 키는 거의 불필요하게 느껴진다. 하지만 이 게임의 경험은 소중히 여길 만하며, 특히 라이자의 다른 두 게임을 플레이한 경험이 있다면 더욱 그렇다. 이것은 어린 시절에 작별을 고하고 어른으로서 세상으로 나아가는 젊은 여성과 그녀의 친구들에 대한 사랑스러운 작은 게임이다."
2023년 3월 31일, 코에이 테크모는 라이자의 아틀리에 3의 전 세계 총 판매량이 29만 장을 넘어섰다고 발표했다. 2023년 4월 27일, 코에이 테크모는 라이자의 아틀리에 3의 판매량이 30만 장을 넘어섰으며, 이는 시크릿 시리즈 중 가장 빠르게 판매된 게임이 되었다고 발표했다. 2023년 6월 26일, 코에이 테크모는 라이자의 아틀리에 시리즈가 200만 장 이상 판매되었다고 발표했다.